# Дембово (Більський повіт)
Дембово (пол. Dębowo) — село в Польщі, у гміні Бранськ Більського повіту Підляського воєводства. Населення — 35 осіб (2011).
У 1975—1998 роках село належало до Білостоцького воєводства.

## Демографія
Демографічна структура станом на 31 березня 2011 року:
|          | Загалом | Допрацездатний вік | Працездатний вік | Постпрацездатний вік |
| -------- | ------- | ------------------ | ---------------- | -------------------- |
| Чоловіки | 17      | 0                  | 12               | 5                    |
| Жінки    | 18      | 0                  | 8                | 10                   |
| Разом    | 35      | 0                  | 20               | 15                   |